# Lathrolestes constrictus
Lathrolestes constrictus là một loài tò vò trong họ Ichneumonidae.